# Pavlína Ščasná
Pavlína Ščasná (* 3. dubna 1982 v Roudnici nad Labem) je bývalá česká fotbalová reprezentantka. Kariéru ukončila v březnu 2011 po zdravotních problémech s kolenem.

## Kariéra
S fotbalem začínala v kyperském klubu Anagennisis Derynia, kde působil její otec Zdeněk Ščasný. Od roku 1992 hrála za chlapecká mládežnická družstva SK Roudnice nad Labem. V roce 1996 přestoupila do AC Sparta Praha, kde se vypracovala v nejlepší českou fotbalistku, což ji pomohlo k angažmá v FC Bayern Mnichov. Z Bayernu si nakrátko odskočila do americké profesionální ligy (Philadelphia Charge). Po krachu celé soutěže se opět vrátila do Bayernu, odkud zamířila do Švédska (Örebro a Malmö). Kopačky pověsila na hřebík v USA během angažmá v družstvu Boston Breakers.